# Julio César Méndez Montenegro
Julio César Méndez Montenegro, né le 23 novembre 1915 à Guatemala et mort le 30 avril 1996 dans la même ville, est un homme d'État guatémaltèque. Il est président du Guatemala du 1er juillet 1966 au 1er juillet 1970.
Au cours de sa présidence, l'armée guatémaltèque, avec l’appui des instructeurs et des Bérets verts américains, mène une campagne de répression de grande envergure contre les organisations de gauche réfugiées dans la clandestinité. Les assassinats politiques atteignent le chiffre de 8 000 entre 1966 et 1968.